# Fußballländerspiel Serbien – Albanien 2014
Das Fußballländerspiel zwischen Serbien und Albanien wurde am 14. Oktober 2014 im Rahmen der Qualifikation zur Europameisterschaft 2016 in Frankreich zwischen den Nationalmannschaften von Serbien und Albanien im Stadion Partizana in Belgrad ausgetragen. Es wurde in der 42. Minute beim Spielstand von 0:0 vom englischen Schiedsrichter Martin Atkinson aufgrund einer plötzlich auf das Spielfeld zuschwebenden Drohne mit der großalbanischen Flagge unterbrochen, was schließlich zu aufkommenden Krawallen zwischen Zuschauern, Spielern und Ordnungskräften führte, und daraufhin abgebrochen. Das Spiel wurde letztendlich aufgrund eines CAS-Urteiles mit 3:0 für Albanien gewertet; zudem wurden der serbische und der albanische Verband durch verschiedene Maßnahmen der UEFA bestraft.

## Vorgeschichte
Serbien und Albanien wurden am 23. Februar 2014 in die gleiche Qualifikationsgruppe gelost. Das Exekutivkomitee der UEFA sah trotz der gespannten Beziehungen der beiden Nachbarn aufgrund des völkerrechtlich umstrittenen Kosovo keinen Grund, die Spielbegegnungen der beiden Nationen zu verhindern. In anderen Fällen hatte es Rücksicht auf politische Konflikte zwischen einzelnen Teilnehmerstaaten genommen und das Aufeinandertreffen von Spanien und Gibraltar sowie Aserbaidschan und Armenien ausgeschlossen. Als die drei von der UEFA vorgesehenen Kriterien für das Verhindern eines möglicherweise gefährlichen Spiels wurden genannt: Schlechte diplomatische Beziehungen der Länder, ein bewaffneter oder militärischer Konflikt oder der Antrag eines Verbandes auf Trennung der Spielpaarung. All dies sei mit Blick auf die Partie zwischen Serbien und Albanien nach der UEFA nicht der Fall gewesen. Nach der Auslosung haben sich die Fußballverbände Serbiens und Albaniens darauf geeinigt, bei den beiden Begegnungen ihrer Mannschaften jeweils keine Anhänger der Gastmannschaft in das Stadion zu lassen.
Während die serbische Auswahl am ersten Spieltag in der Gruppe spielfrei hatte und stattdessen ein Freundschaftsspiel gegen Frankreich absolvierte, konnte die albanische Nationalmannschaft Portugal in Aveiro mit 1:0 besiegen. Am zweiten Spieltag erreichte Albanien gegen Dänemark ein 1:1-Unentschieden, ebenso Serbien gegen Armenien. Dadurch führten Dänemark und Albanien mit jeweils vier Punkten vor Serbien und Armenien (jeweils ein Punkt) und Portugal (ohne Punkt), wobei Serbien und Portugal zu diesem Zeitpunkt erst ein Spiel in der Qualifikationsgruppe I absolviert hatten.
| Pl.                     | Land     | Sp. | S | U | N | Tore    | Diff. | Punkte |
| ----------------------- | -------- | --- | - | - | - | ------- | ----- | ------ |
| 1.                      | Dänemark | 2   | 1 | 1 | 0 | 003:200 | +1    | 04     |
| 2.                      | Albanien | 2   | 1 | 1 | 0 | 002:100 | +1    | 04     |
| 3.                      | Serbien  | 1   | 0 | 1 | 0 | 001:100 | ±0    | 01     |
| 4.                      | Armenien | 2   | 0 | 1 | 1 | 002:300 | −1    | 01     |
| 5.                      | Portugal | 1   | 0 | 0 | 1 | 000:100 | −1    | 0      |
| Stand: 14. Oktober 2014 |          |     |   |   |   |         |       |        |

Es war das erste Länderspiel der beiden Teams gegeneinander. Eine jugoslawische Nationalmannschaft hatte zuletzt 1967 während der Qualifikation zur Europameisterschaft 1968 in Italien gegen Albanien gespielt und in beiden Spielen gewonnen.

## Spielverlauf
Das Spiel wurde um 20:45 Uhr (MESZ) vom englischen Unparteiischen Martin Atkinson im ausverkauften Stadion Partizana in Belgrad angepfiffen. Die ersten kleineren Chancen erarbeitete sich die serbische Nationalmannschaft bereits früh, sodass Albanien zu Beginn der Partie nicht ins Spiel finden konnte. Bereits nach zwei Spielminuten erhielt Serbien nach einem Foulspiel von Lorik Cana an Dušan Tadić einen Freistoß, woraus die erste kleinere Torchance im Spiel entstand. Die ersten sieben Minuten der Partie waren bereits hart umkämpft. Die erste echte Torchance hatte wiederum Tadić, welcher den Ball aber am Tor vorbeischoss. In der weiteren Folge der Partie gab es weitere Freistöße für Serbien, ehe Zoran Tošić in der 15. Minute und Branislav Ivanović eine Minute später jeweils das Tor der Albaner verfehlten.
Das Spiel blieb bis auf weiteres hart umkämpft. Viele Fouls auf beiden Seiten waren die Folge. Zwischenzeitlich gelang es der albanischen Auswahl Druck von sich zu nehmen und das Spiel in die Hälfte der serbischen Elf zu verlagern. In der 34. Minute sah Ansi Agolli die erste Verwarnung im Spiel. Eine Minute darauf war es Branislav Ivanović, welcher nach einem Foulspiel an Ermir Lenjani verwarnt wurde. Zwischen der 35. und der 39. Minute hatte Albanien mehrere größere Torchancen durch Lorik Cana, Emir Lenjani und Bekim Balaj.
42 Minuten waren gespielt, als eine Drohne mit einer Flagge über dem Spielfeld auftauchte, woraufhin Atkinson den Spielverlauf stoppte. Die Flagge zeigte den albanischen Adler auf dem Umriss Großalbaniens, wie es die albanischen Nationalisten fordern, den Schriftzug „autochthonous“ (englisch für „einheimisch“), das Unabhängigkeitsdatum Albaniens (28. November 1912) sowie Bildnisse von den ehemaligen albanischen Nationalistenführern Isa Boletini und Ismail Qemali. Daraufhin eskalierte die bereits vor der Partie aufgeheizte Stimmung. Stefan Mitrović vom SC Freiburg fischte mit einem Sprung die Fahne samt Drohne aus der Luft, nachdem diese minutenlang über den Köpfen des tobenden Publikums kreiste. Kurz darauf stürmte der Basler Taulant Xhaka als einer der ersten Albaner auf ihn zu und versuchte diese ihm wieder abzunehmen. Er wurde jedoch rasch weggedrängt. Schließlich war es sein Mitspieler Balaj, der die Fahne ergriff und damit zur Seitenlinie eilte, worauf die Situation endgültig aus dem Ruder lief und es zwischen den albanischen und serbischen Spielern zu einem Handgemenge kam. Einige der aufgebrachten Zuschauer im Stadion – darunter auch der serbische Hooligan und Rechtsextremist Ivan Bogdanov – stürmten schließlich den Platz und griffen teilweise Spieler an, wobei Bogdanov selbst nur am Rande involviert war, sodass Atkinson beide Mannschaften aufforderte, in die Kabinen zu gehen, bis sich die Situation beruhigt hatte. Obwohl 3.500 serbische Einsatzkräfte vor Ort waren, konnte die Situation nicht mehr beruhigt werden.
Nach einer etwa 45-minütigen Unterbrechung beschloss Atkinson die Partie nicht wieder anzupfeifen. Laut serbischen Berichten sollen sich die albanischen Spieler geweigert haben, die Partie fortzusetzen. Sie hätten als Bedingung verlangt, dass alle Zuschauer das Stadion verlassen. Die Spieler der serbischen Mannschaft betraten eine Stunde nach Abbruch des Spiels das Feld, um sich von den Besuchern zu verabschieden, während die albanische Mannschaft nicht mehr auftauchte.
| Serbien                                                                      | Serbien | Albanien | Albanien |
| ---------------------------------------------------------------------------- | --- | --- | -------- |
| Serbien                                                                      | \| EM-Qualifikationsspiel \| \| 14. Oktober 2014 in Belgrad (Stadion Partizana) \| \| Ergebnis: 0:0 (Spielstand zum Zeitpunkt des Spielabbruchs in der 42. Minute) \| \| Zuschauer: 32.887 (ausverkauft) \| \| Schiedsrichter: Martin Atkinson ( England)[8] \| \| Spielbericht \| | \| EM-Qualifikationsspiel \| \| 14. Oktober 2014 in Belgrad (Stadion Partizana) \| \| Ergebnis: 0:0 (Spielstand zum Zeitpunkt des Spielabbruchs in der 42. Minute) \| \| Zuschauer: 32.887 (ausverkauft) \| \| Schiedsrichter: Martin Atkinson ( England)[8] \| \| Spielbericht \| | Albanien |
| Serbien                                                                      | Vladimir Stojković – Branislav Ivanović, Stefan Mitrović, Matija Nastasić, Aleksandar Kolarov – Nemanja Gudelj, Nemanja Matić – Zoran Tošić, Filip Đuričić, Dušan Tadić – Darko Lazović Cheftrainer: Dick Advocaat ( Niederlande)                                                  | Etrit Berisha – Elseid Hysaj, Lorik Cana, Mergim Mavraj, Ansi Agolli – Andi Lila, Taulant Xhaka, Burim Kukeli, Amir Abrashi, Ermir Lenjani – Bekim Balaj Cheftrainer: Gianni De Biasi ( Italien)                                                                                   | Albanien |
| Serbien                                                                      | Mitrović (35.) | Agolli (34.) | Albanien |
| EM-Qualifikationsspiel                                                       | | |          |
| 14. Oktober 2014 in Belgrad (Stadion Partizana)                              | | |          |
| Ergebnis: 0:0 (Spielstand zum Zeitpunkt des Spielabbruchs in der 42. Minute) | | |          |
| Zuschauer: 32.887 (ausverkauft)                                              | | |          |
| Schiedsrichter: Martin Atkinson ( England)                                   | | |          |
| Spielbericht                                                                 | | |          |

## Hintergrund
Die Flagge, welche die Drohne zog, zeigte Umrisse Großalbaniens, einen von albanischen Nationalisten angestrebten Staat, welcher Teile Griechenlands, Montenegros, Mazedoniens, Serbiens und den Kosovo umfasst. Dies wurde teilweise kurzzeitig zu Zeiten des Zweiten Weltkriegs unter italienischer Vorherrschaft Realität. 1912 konnten sich zuvor andere bereits bestehende Staaten in den Balkankriegen durchsetzen, sodass Albanien seine heutigen Staatsgrenzen erhielt (siehe Großalbanien). Zudem waren auf der Flagge die Abbilder von Ismail Qemali und Isa Boletini, welche 1912 die Unabhängigkeit Albaniens vom Osmanischen Reich erreicht hatten, sowie die Aufschrift „Autochthonous“ (dt. einheimisch) zu sehen. Auch nach Ende des Zweiten Weltkriegs gingen beide Staaten, Serbien nun als Teil des Sozialistischen Jugoslawiens, verschiedene politische Wege: Nachdem Albanien das Angebot des jugoslawischen Partisanenführers Josip Broz Tito Teil Jugoslawiens zu werden abgelehnt hatte, entwickelte nun das ebenfalls Sozialistische Albanien unter Diktator Enver Hoxha enge politische Beziehungen mit Stalin und später mit Mao Zedong sowie eine ultraorthodoxe Form des Kommunismus, während der jugoslawische Staatenbund nach dem Zerwürfnis mit Stalin ein Blockfreier Staat wurde mit einer Art Gulaschkommunismus, eine mildere Form des Kommunismus mit weitgehender Reisefreiheit und bescheidenem Wohlstand. Seit Titos Tod im Jahre 1980 spitzte sich der Konflikt wieder weiter zu, welcher später in den Kosovokrieg enden sollte. Der Kosovokrieg trägt nach wie vor zur Spannung zwischen den beiden Staaten bei. Er wurde 1999 zwischen der paramilitärischen albanischen UÇK und den damaligen Polizei- und Militärkräften der Bundesrepublik Jugoslawien geführt, ehe die NATO mit Luftangriffen eingriff, was das Ende des offenen Krieges bedeutete. Allerdings ist der ethnische Konflikt noch immer ungelöst.
Die linksgerichtete ungarische Zeitung Népszava verwies auf den Hintergrund für die Aktion auf den Kosovokrieg und die Unabhängigkeitserklärung des Kosovo im Jahre 2008. Dieses Spiel habe die jahrelangen Anstrengungen der EU mit den beiden Regierungen, das Verhältnis zwischen Serbien und dem Kosovo zu verbessern, zunichtegemacht. Die bulgarische Zeitung Duma beschrieb Albanien und Serbien als „die größten Erzfeinde auf dem Kontinent“. Laut der Mitteldeutschen Zeitung hatte der Spielabbruch durch die Drohne zu den größten chauvinistischen Krawallen unter Serben und Albanern in den letzten Jahren geführt.

## Reaktionen
Laut mehreren serbischen Medienberichten sei Olsi Rama, der Bruder des albanischen Premierministers, für die Steuerung der Drohne verantwortlich gewesen, was dieser aber abstreitet. Olsi Rama war laut serbischen Medienberichten zwischenzeitlich von der serbischen Polizei verhaftet worden, während er selber behauptet, dass er nicht verhaftet wurde, sondern nur „verbalem Druck“ ausgesetzt war, mehrere Male von der Polizei angehalten wurde und dann später mit der albanischen Mannschaft zurück nach Tirana fliegen konnte. Noch am selben Abend bekannte sich eine unbekannte Fangruppierung, die sich selbst „Die Schmuggler von Skopje“ nennt. Im Stadion befand sich auch der serbische Hooligan und Rechtsextremist Ivan Bogdanov, welcher sich an dem Platzsturm beteiligte. Bogdanov war für den Abbruch des Länderspiels der serbischen Nationalmannschaft gegen Italien in Genua im Oktober 2010 mitverantwortlich, als er den Platz gestürmt und eine Hetzjagd gegen den serbischen Torhüter Vladimir Stojković angezettelt hatte. Schon bei diesem Spiel war er albanienfeindlich in Erscheinung getreten, indem er eine albanische Flagge verbrannte.
Der serbische Außenminister Ivica Dačić sprach von einer „vorab geplanten politischen Provokation“. Gegenüber der serbischen Zeitung Blic sagte er, dass „Serbien keinerlei Verantwortung für den Spielabbruch“ trage. Die EU habe enormen Druck auf Serbien ausgeübt, um albanischen Zuschauern den Weg ins Stadion zu ermöglichen. Auch der Präsident des serbischen Fußball-Bundes Goran Milanović verglich die Provokation mit „dem möglichen Zeigen der Flagge des Dritten Reiches mit dem Kopf Hitlers in Israel“. Der Verband sprach der UEFA eine Mitschuld an den Geschehnissen in Belgrad zu, da diese es nicht für notwendig erachtet hätte, trotz der politischen Spannung zwischen beiden Staaten die Mannschaften bei der Auslosung zu trennen. Die UEFA verteidigte diese Entscheidung, da zu dem Zeitpunkt der Gruppenauslosung keine politischen Spannungen zwischen Serbien und Albanien vorgelegen hätten.

„The match is then analysed by Uefa’s international committee. When the draw was made there was no negative reaction from either side at the time. But both associations agreed not to take their own supporters to away matches. Uefa fully supported this move. […] All the conditions were met at the time. There was no clear reason why these teams should be kept apart.“

„Das Spiel wird vom internationalen Komitee der UEFA analysiert. Als die Auslosung vorgenommen wurde gab es von beiden Seiten keine negative Reaktion. Beide Verbände einigten sich darauf keine eigenen Fans zu den Auswärtsspielen mitzubringen. Die UEFA hat dies vollkommen akzeptiert. […] Zu diesem Zeitpunkt waren alle Konditionen geklärt. Es gab keinen ersichtlichen Grund, warum beide Mannschaften getrennt werden sollten.“

Der serbische Staatschef Tomislav Nikolić sagte, dass Albanien noch „Jahrzehnte, wenn nicht Jahrhunderte, brauche, um ein normaler Staat zu werden“. Die serbische Zeitung Kurir bezeichnet das Geschehnis in Belgrad als eine „Kriegserklärung an Serbien“. Die Belgrader Zeitung Nase Novine beschreibt das Spiel als einen „teuflischen Plan Tiranas“.
Valdet Rama, Spieler von 1860 München, beschrieb in einem Bericht von TZ Online, dass die Spieler der albanischen Mannschaft bereits vor dem Spiel mit Anfeindungen zu kämpfen hatten. So konnte man die albanische Hymne vor dem Spiel vor lauter Zuschauerprotesten gar nicht hören. Und vorher hätten die serbischen Zuschauer einen „nationalistischen Marsch“ intoniert. Laut Rama wurden zwei oder drei Spieler der albanischen Mannschaft verletzt. Einige serbische Spieler, so Rama, hätten versucht, albanische Spieler zu schützen. Auch der Fußballverband Albaniens beschwerte sich. Demnach sei der Mannschaftsbus vor dem Spiel von serbischen Anhängern mit Steinen beworfen worden. Zudem seien die Spieler Albaniens beim Aufwärmen mit Gegenständen beworfen worden. Zuschauer des Spiels sollen sogar mehrfach „Tötet die Albaner“ geschrien haben. Auch bezichtigte der Verband die Sicherheitskräfte, im Stadion auf die Spieler eingeschlagen zu haben. Dieses wurde von Altin Lala, dem Co-Trainer der albanischen Nationalmannschaft, berichtet. Edmond Kapllani vom FSV Frankfurt sagte aus, von den serbischen Zuschauern mit Flaschen und Steinen beworfen worden zu sein.
Die beiden albanischen Politiker Niko Peleshi und Lindita Nikolla begrüßten die Mannschaft am folgenden Tag vor jubelndem Publikum in Tirana. Sie bezeichneten die Spieler als „Helden des Tages“. Die Nation könne stolz sein „auf die Werte, die die Spieler auf dem Rasen gezeigt haben“. Die albanische Regierung verurteilte die Aktion und forderte die Regierung Serbiens auf, die Täter vor ein Gericht zu stellen und sie zu verurteilen.
In Pristina, der Hauptstadt des Kosovo, feierten Hunderte das Spiel mit Feuerwerk und Autokorsos. In Mitrovica hingegen mussten Sicherheitskräfte aufgebrachte Anhänger beider Fanlager voneinander trennen. In Wien kam es zu Zusammenstößen zwischen 50 Albanern und 200 Serben. Noch zwei Tage nach dem abgebrochenen Spiel wurden in Nordserbien albanische Bäckereien und in Mitrovica serbische Flaggen angezündet.
Ein geplanter Staatsbesuch des albanischen Premierministers Edi Rama am 22. Oktober 2014 – der erste Besuch eines albanischen Politikers in Serbien seit fast 70 Jahren – war gefährdet. Am 20. Oktober wurde er, aufgrund „mehrerer klarer Meinungsverschiedenheiten“ bezüglich des abgebrochenen Länderspiels, auf den 10. November 2014 verschoben.
FIFA-Präsident Sepp Blatter schrieb auf dem sozialen Netzwerk Twitter, dass er die Geschehnisse des Abends in Belgrad nicht tolerieren werde. Auch UEFA-Präsident Michel Platini bezeichnete die Vorkommnisse als „unentschuldbar“. Er sagte, dass Fußball nicht mit Politik vermischt werden sollte. Der griechische Außenminister Evangelos Venizelos forderte Serbien und Albanien auf, „mit Erklärungen und Taten“ wieder für Stabilität in der Region zu sorgen. Die Welt schrieb, dass der Fußball vor der Politik kapituliere.
Drei Tage nach dem abgebrochenen Spiel zeigten TV-Bilder während des albanischen Ligaspiels zwischen KS Flamurtari Vlora und KF Skënderbeu Korça einen angeblichen erneuten Einsatz einer Drohne. Allerdings wurde das Spiel nicht abgebrochen und endete 1:1-Unentschieden. In der serbischen SuperLiga verbrannten Zuschauer während des Stadtderbys Partizan Belgrad gegen Roter Stern albanische Flaggen.

## Konsequenzen
Am 15. Oktober 2014 gab die UEFA bekannt, dass man Ermittlungen gegen den serbischen und den albanischen Fußballverband eingeleitet habe. Gegen Serbien wurde wegen des Abfeuerns von Feuerwerkskörpern, Zuschauerausschreitungen, Erstürmung des Platzes durch die Zuschauer, unzureichender Organisation von Sicherheitskräften und des Gebrauchs von Laserpointern ermittelt. Der albanische Verband musste sich wegen der Weigerung weiterzuspielen und des Präsentierens verbotener Banner rechtfertigen. Die Kontroll-, Ethik- und Disziplinarkammer der UEFA befasste sich am 23. Oktober 2014 mit dem Fall, das Urteil wurde einen Tag später verkündet. Das Spiel wurde mit 3:0 für Serbien gewertet. Die serbische Mannschaft bekam die drei Punkte allerdings sofort wieder abgezogen. Zudem musste der Verband zwei Heimspiele unter Ausschluss der Öffentlichkeit, sogenannte „Geisterspiele“, austragen. Beide Verbände wurden zudem mit einer Geldstrafe in Höhe von 100.000 Euro belegt.
Die beiden Verbände legten gegen den Entscheid der UEFA Berufung ein. Auch der dänische Fußballverband kritisierte die Strafe an Serbien, da wegen der Geisterspiele keine dänischen Fans zum Spiel nach Belgrad fahren konnten, auch wenn diese bereits Karten für das Spiel gekauft hatten. Am 26. Oktober 2014 und am 2. November 2014 demonstrierten knapp 1000 Anhänger der albanischen Nationalmannschaft vor dem Sitz der UEFA in Nyon wegen des Urteils. Es seien, laut der Tiroler Tageszeitung, welche sich auf einen Bericht der in Genf beheimateten kosovarischen Zeitung Presheva Jonë beruft, auch gebürtige Albaner aus Italien, Frankreich und Deutschland zu den Demonstrationen angereist.
Die Berufungsinstanz der UEFA bestätigte am 2. Dezember 2014 den Entscheid. Die Wertung des Spiels, der Punkteabzug, die Geisterspiele und die Geldbußen wurden bestätigt.
Die höchste Berufungsinstanz in Form des Internationalen Sportsgerichtshofes (CAS) revidierte am 10. Juli 2015 die Wertung des Spieles durch die UEFA zugunsten von Albanien. Die UEFA konnte vor dem Internationalen Sportsgerichtshof nicht nachweisen, dass es eine klare und eindeutige Anweisung des Schiedsrichters gab, dass das Spiel wiederaufgenommen werden sollte. Somit liege die Schuld für den Spielabbruch beim serbischen Verband und folglich wird das Spiel als 0:3-Niederlage Serbiens gewertet. Alle anderen Urteile der UEFA wurden bestätigt, so auch der Abzug von drei Punkten für den serbischen Verband.

## Rückspiel in Elbasan
Am 8. Oktober 2015, knapp ein Jahr nach dem Skandalspiel, fand das Rückspiel in der Elbasan Arena statt. Das Spiel endete nach zwei späten Toren von Aleksandar Kolarov und Adem Ljajić mit einem 2:0-Sieg für die serbische Mannschaft.
Im Vorfeld des Rückspiels wurden besondere Vorbereitungen getroffen. Ismail Morina, der mutmaßliche Pilot der Drohne, die zum Spielabbruch in Belgrad geführt hatte, war von der albanischen Polizei am Vortag in Tirana wegen illegalen Waffenbesitzes festgenommen worden. Der serbische Mannschaftsbus wurde auf dem Weg vom Flughafen zum Hotel mit Steinen beworfen. Obwohl, laut albanischen Berichten, niemand verletzt wurde, reichte der serbische Außenminister Beschwerde bei der albanischen Botschaft in Belgrad ein.
Am Spieltag waren rund 1500 Polizisten im Einsatz. 70 serbische Studenten wohnten als Gästefans dem Spiel in Elbasan bei. Aus Albanien wurden keine Zwischenfälle vermeldet; andernorts – so unter anderem in Zürich – gingen hingegen nach dem Spiel Albaner und Serben aufeinander los.